# Michał Marynowski
Michał Marynowski (XV–XVI w.) – polski duchowny katolicki, ostatni biskup serecki. 
Pochodził z Polski. Został wybrany na biskupa sereckiego przez papieża Juliusza II w 1510 r. Był jej ostatnim ordynariuszem, ponieważ w wyniku najazdów tureckich diecezja upadła w 1515 r. 